# Foiță de aur

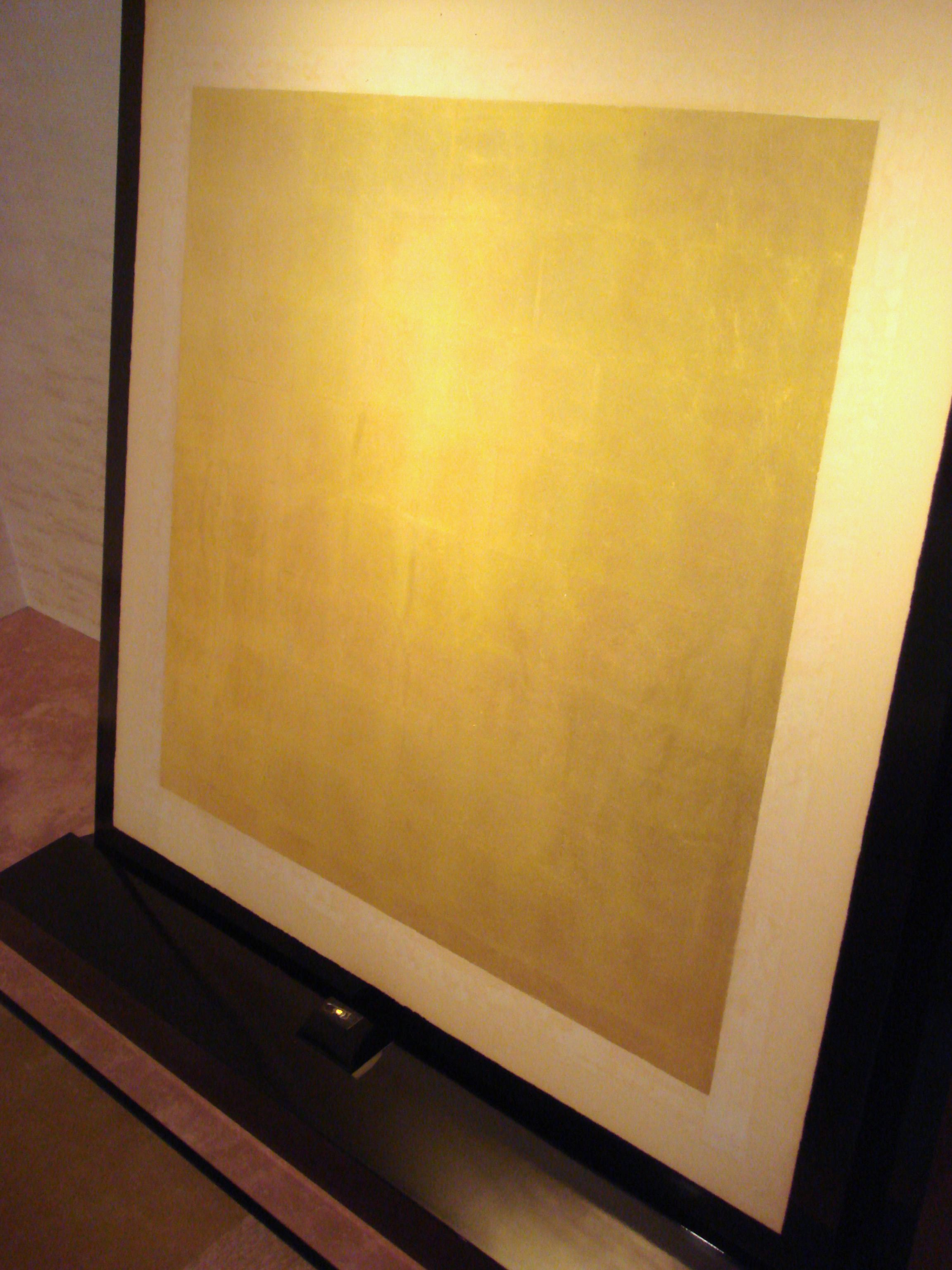
O pepită de aur de 5 mm în diametru (jos) poate să fie extinsă prin ciocănire într-o foiță de aur de aproximativ 0,5 m². Muzeul Minei de aur Toi din Japonia

Foița de aur este aurul care a fost ciocănit în foi subțiri prin bătaia aurului și e adesea folosita la aurire. Foița de aur e disponibilă într-o mare varietate de karate și nuanțe. Aurul cel mai des folosit e cel galben de 22 de karate.
Termenul de foiță de metal e folosit în mod normal pentru foi subțiri de metal de orice culoare care nu conțin aur real. Aurul pur e de 24 de karate. Foița reală de aur galben are aproximativ 91,7% aur pur (adică 22 de carate). Aurul alb de culoare argintie este de aproximativ 50% aur pur.
Stratificarea foiței de aur peste o suprafață se cheamă aurire. Aurirea tradițională cu apă e cea mai dificilă, și e o formă foarte apreciată de foiță de aur. A rămas practic neschimbată de sute de ani și se face încă manual.

## În artă
Foița de aur e uneori folosită în artă într-o stare „brută”, fără un proces de aurire. În culturi, incluzând Epoca Europeană a Bronzului, a fost folosită pentru înfășurarea obiectelor ca bullele prin simpla împăturire. A fost folosită la bijuterii în diferite perioade, adesea ca piese mici agățate liber.
Foița de aur a fost în mod tradițional cea mai populară și cea mai obișnuită în folosirea sa ca material de aurire pentru decorare operelor de artă (inclusiv statui și icoane creștine răsăritene) sau pentru rame care sunt adesea folosite ca să țină sau să decoreze picturi, tehnică mixtă, obiecte mici (inclusiv bijuterii) și artă pe hârtie. Sticla de aur constă într-o foiță de aur ținută între două bucăți de sticlă, și a fost folosită pentru vasele romane antice decorate, unde o parte din aur a fost răzuită ca să formeze o imagine, precum și pentru mozaicuri de aur. Fundalul aurit au fost introdus în mozaicurile creștine timpurii ulterioare și apoi a apărut în icoane și picturi din panouri occidentale până la sfârșitul Evului Mediu; toate tehnicile folosesc foițe de aur. Foița de aur e de asemenea folosită în arta budistă pentru decorarea statuilor și a simbolurilor. Foițele de aur pot să fie văzute și pe cupolele din arhitectura religioasă și publică. Ramele „aurii” realizate fără foițe sunt de asemenea disponibile la un preț considerabil mai mic, dar în mod tradițional o formă de foițe de aur sau metal a fost preferată atunci când este posibil, iar turnarea cu foițe aurii (sau cu foițe argintii) este încă disponibilă în mod obișnuit de la multe dintre companiile care produc comercial  turnarea disponibilă pentru rame.

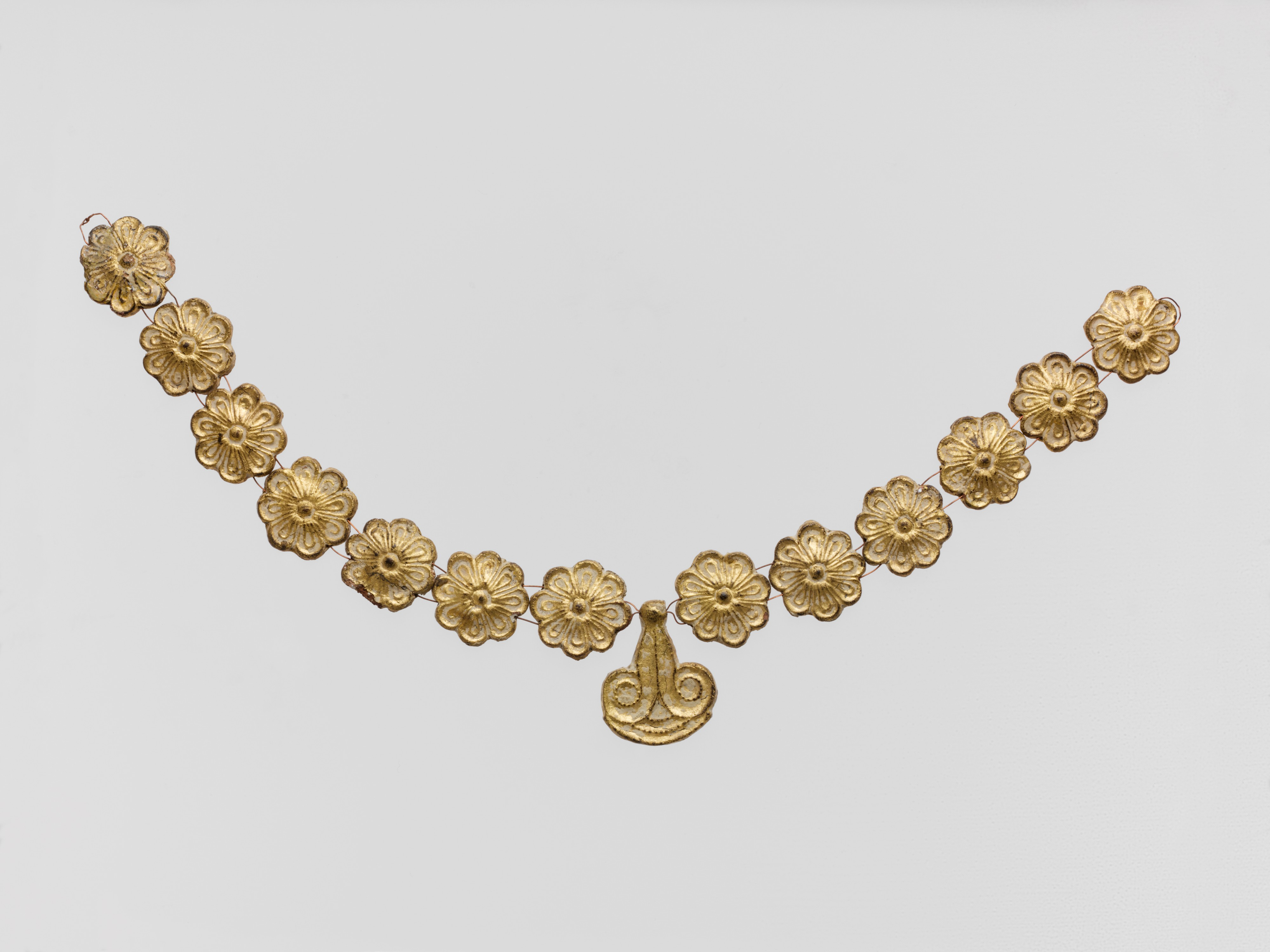
Colier micenian; 1400-1050 î.Hr.; teracotă aurită; diametrul rozetelor: 2,7 cm, cu variații de aproximativ 0,1 cm, lungimea pandantivului: 3,7 cm; Muzeul Metropolitan de Artă (New York City)
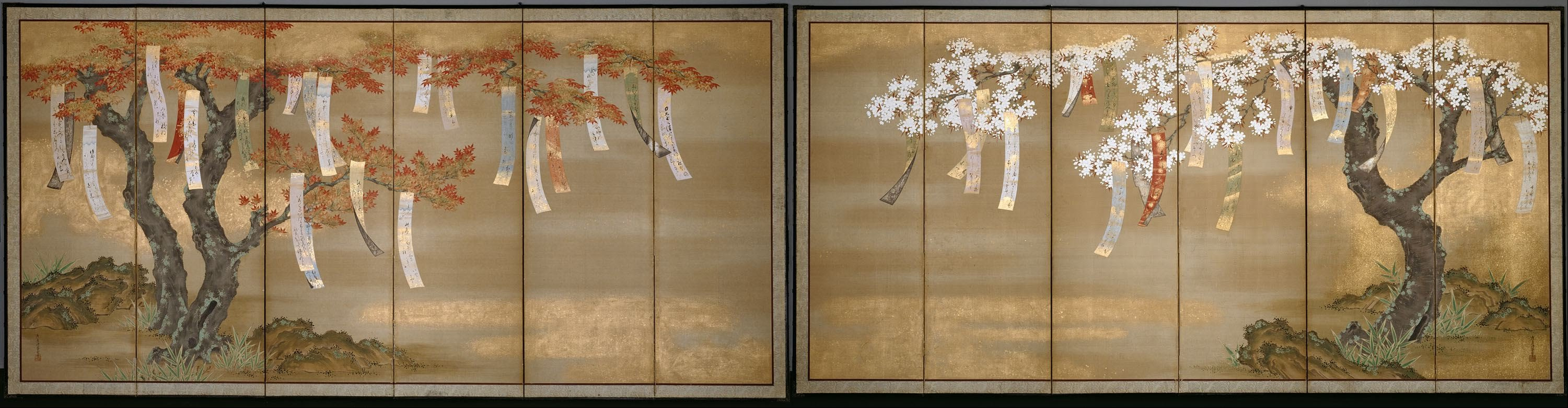
Arțari de cireș și floare de toamnă cu alunecare de poem, o pictură japoneză; de Tosa Mitsuoki; 1654–1681; pereche de șase-panouri cu ecrane; cerneală, culoare, aur și argint pe mătase; înălțime: 144 cm, lățime: 286 cm; Institutul de Artă din Chicago (Chicago, SUA)
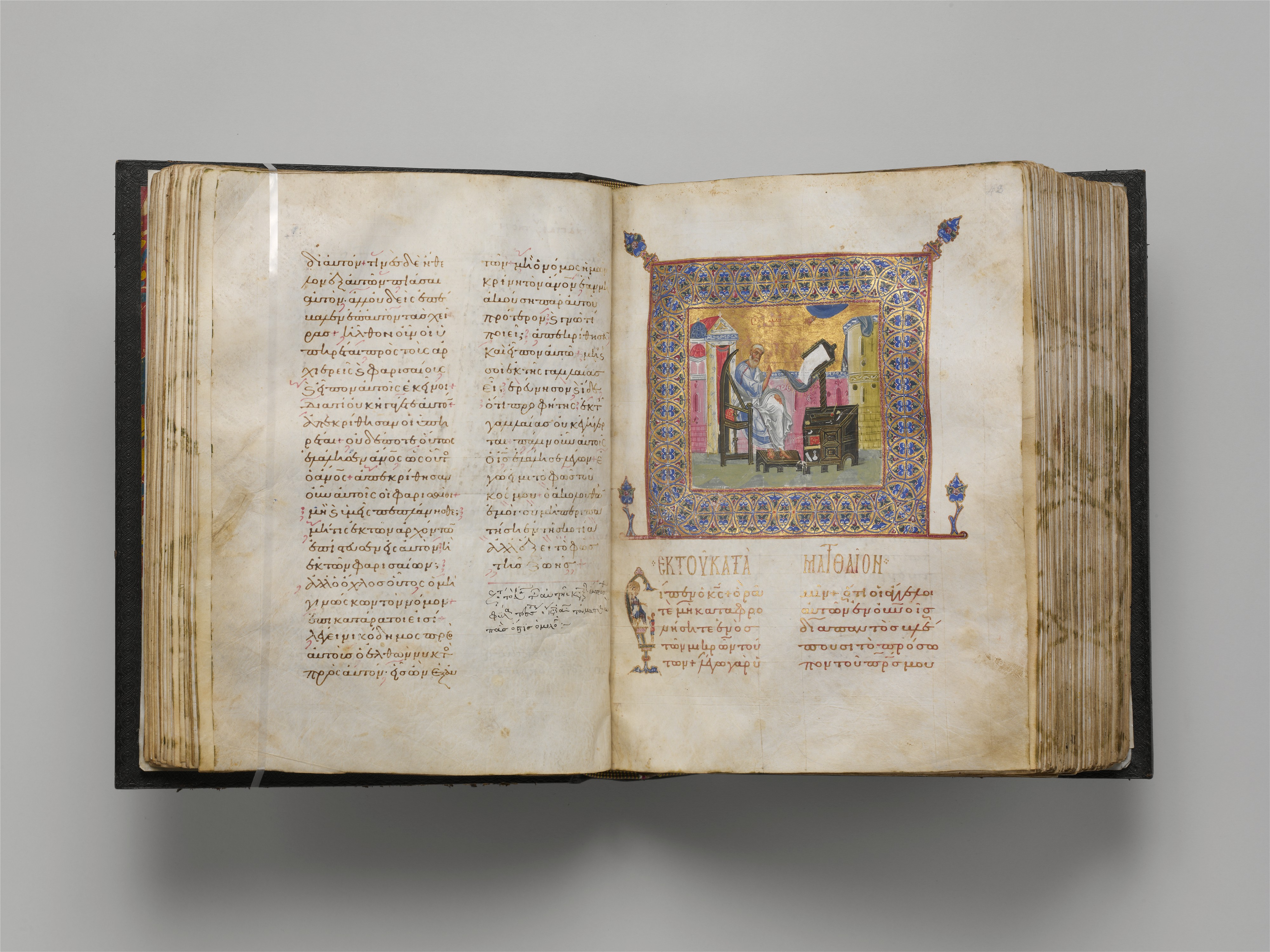
Carte bizantină; circa 1100; tempera, aur și cerneală pe pergament, cu copertă de piele; per ansamblu: 36,8 x 29,6 x 12,4 cm, fila: 35 x 26,2 cm; Muzeul Metropolitan de Artă
Icoană bizantină cu Treimea Noului Testament; circa 1450; tempera si aur pe un panou de lemn; Muzeul de Artă din Cleveland (Cleveland, Ohio, SUA)
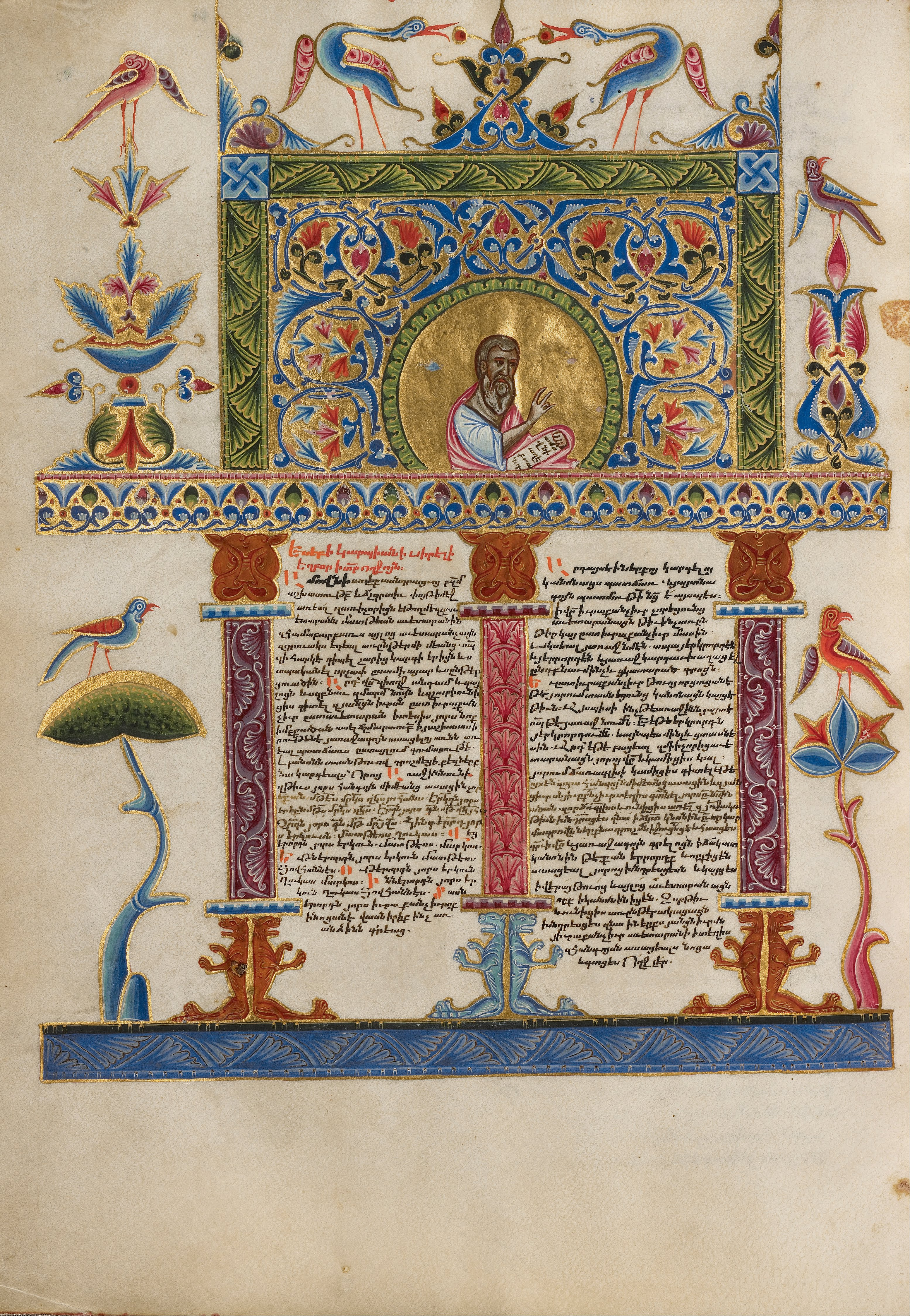
Pagină dintr-un manuscris anluminat armenesc, în stilul bizantin; 1637–1638; tempera, vopsea aurie și foiță de aur] pe pergament; înălțime: 25m2 cm; Centrul Getty (Los Angeles, SUA)
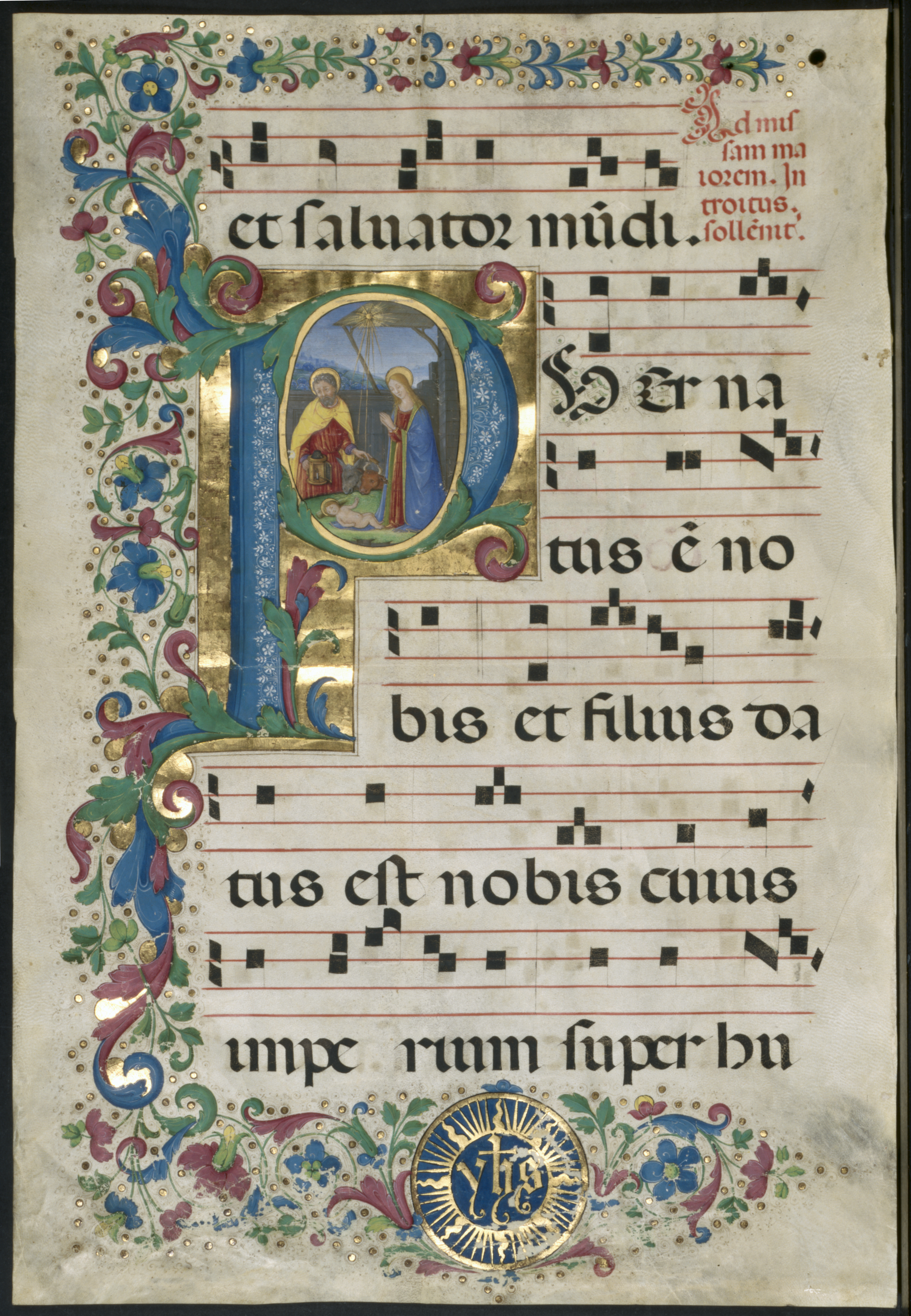
Pagină dintr-un manuscris anluminat gotic: inițiala P și Nașterea Domnului; 1495; cerneală, tempera și aur pe pergament; fiecare pagină: 59,8 x 4,1 cm; Muzeul de Artă din Cleveland
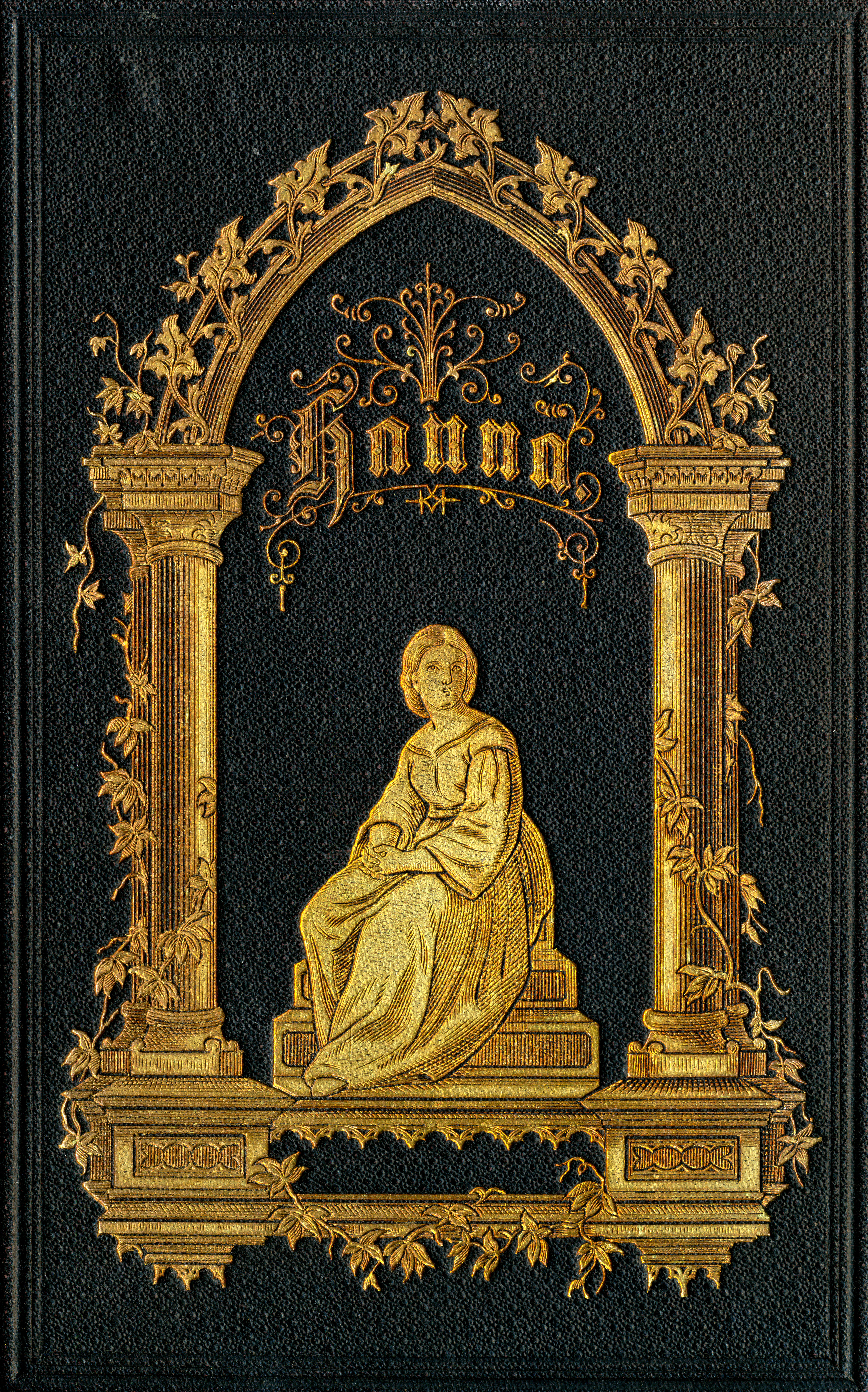
Coperta de piele a unei cărți de la începutul secolului XX, cu ornamentare de frunză de aur
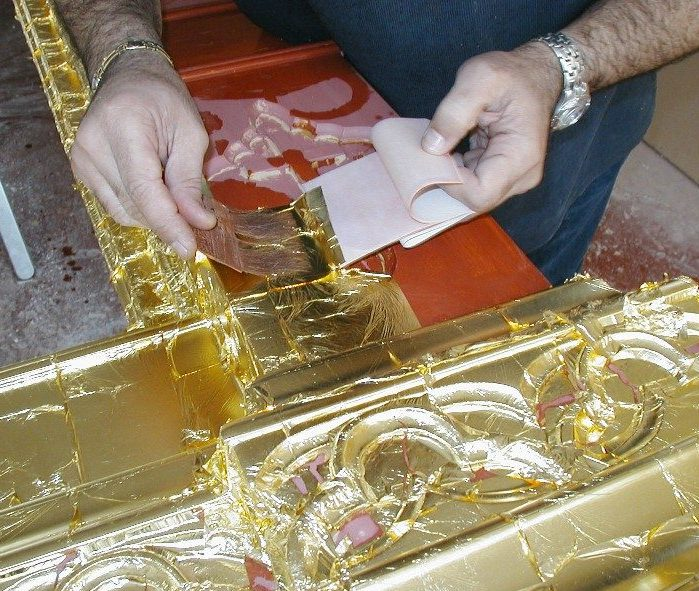
Foiță de aur de 22 de carate aplicată cu o pensulă din păr de taur în timpul procesului de aurire

## În arhitectură

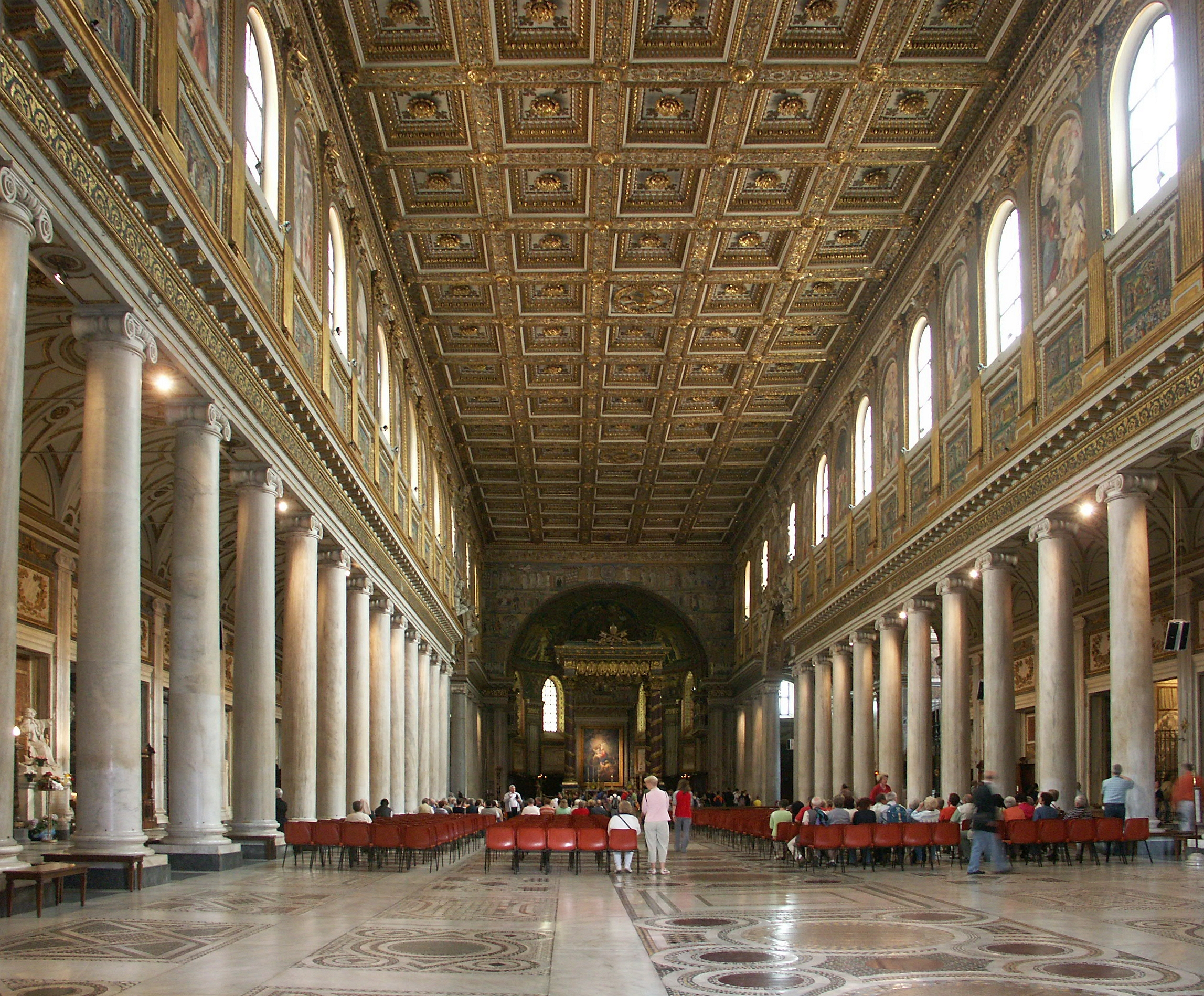
Interior din Bazilica Santa Maria Maggiore

Foița de aur a fost mult timp o componentă integrantă a arhitecturii, atât pentru estetică, cât și pentru că natura nonreactivă a aurului oferă un finisaj protector.
Aurul în arhitectură a devenit o componentă integrantă a bisericilor și bazilicilor bizantine și romane în 400 d.Hr., în special Bazilica Santa Maria Maggiore din Roma. Biserica a fost construită de Papa Sixt al III-lea și e unul dintre primele exemple de mozaicuri de aur. Mozaicurile erau realizate din piatră, plăci ceramice sau sticlă pe pe pereți acoperiți cu foițe de aur, dându-i bisericii un fundal frumos complicat. Coloanele de marmură ateniană care susțin nava sunt chiar mai vechi și provin fie din prima bazilică, fie dintr-o altă clădire romană antică; 36 sunt de marmură și 4 de granit, tăiate sau scurtate de Ferdinando Fuga, ca să fie identice, care le-a pus capiteluri identice din bronz aurit. Campanila sau clopotnița din secolul al XIV-lea e cea mai înaltă din Roma, la aproximativ 75 m. Tavanul casetat din secolul al XVI-lea al bazilicii, proiectat de Giuliano da Sangallo, se spune că ar fi aurit cu aur pe care Cristofor Columb l-a prezentat lui Ferdinand și Isabellei, înainte de a fi transmis papei spaniol, Alexandru al VI-lea. Mozaicul absidei, cu Încoronarea Fecioarei, e din 1295, semnat de călugărul franciscan, Jacopo Torriti.

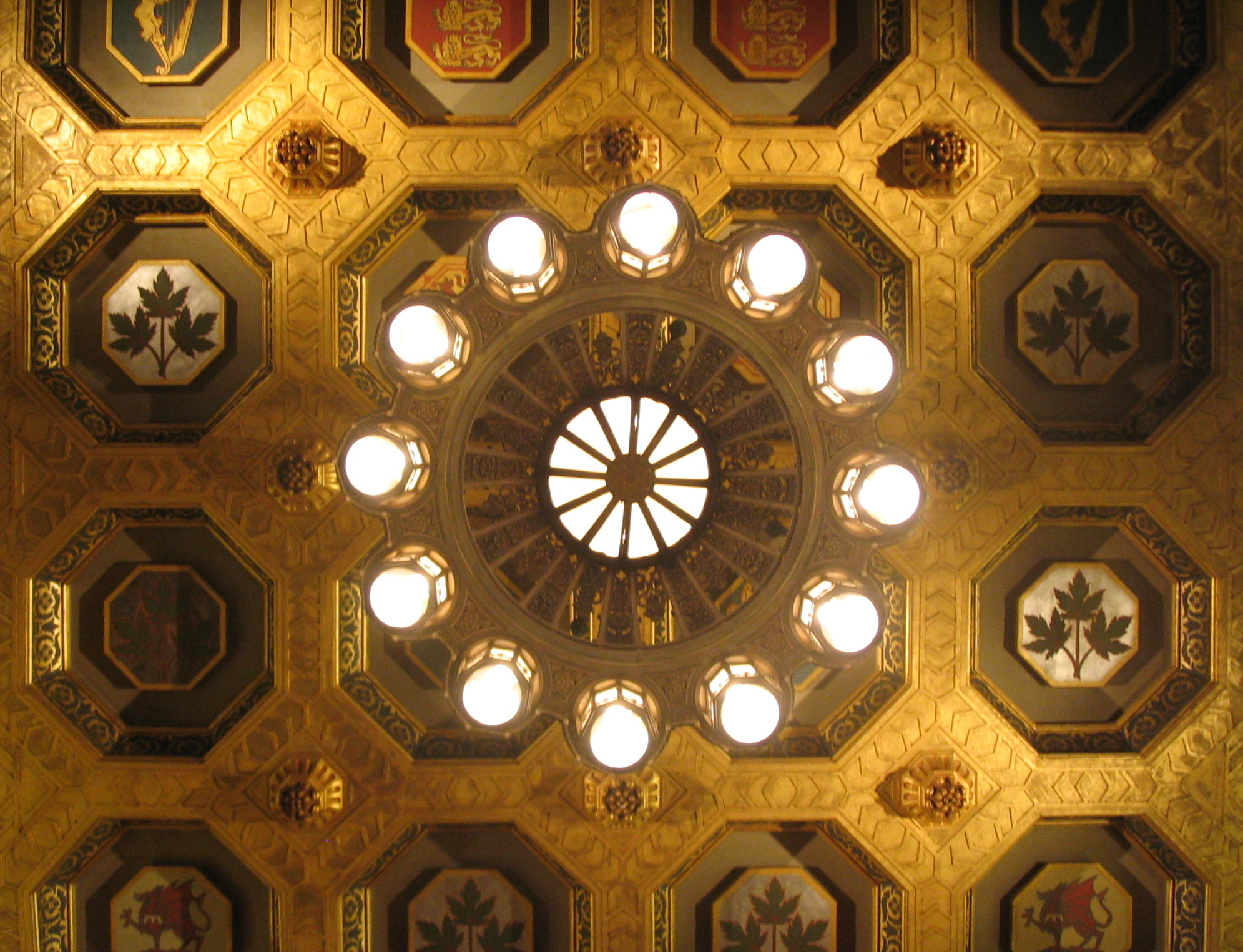
Foiță de aur și detalii pictate pe tavanul Camerei Senatului din Centre Block

În Ottawa (Ontario, Canada) Centre Block este clădirea principală a complexului parlamentar canadian de pe Dealul Parlamentului, care conține camerele Camerei Comunelor și pe cele ale Senatului, precum și birourile unui număr de membri ai parlamentului, senatori și administrația superioară pentru ambele case legislative. E, de asemenea, locația mai multor spații ceremoniale, cum ar fi Sala de Onoare, Camera Memorială și Sala Confederației. În aripa de est a Centre Block se află camera Senatului, în care e tronul monarhului canadian și cel al consoartei sale, sau pentru viceregele federal și consoarta sa, și din care fie suveranul, fie guvernatorul general susține discursul din partea tronul și acordă aprobarea regală proiectelor de lege adoptate de parlament. Culoarea generală din camera Senatului e roșul, văzut în tapițerie, covoare și draperii, reflectând schema de culori a Camerei Lorzilor din Regatul Unit; roșul era o culoare regală, asociată cu coroana și cu aristocrația ereditară. Capătul camerei are un tavan aurit, cu adâncituri octogonale adânci, fiecare umplută cu simboluri heraldice, inclusiv frunze de arțar, floare de lis, lei rampanți, clàrsach, dragoni galezi și lei cu câte o labă ridicată. Acest plan se sprijină pe șase perechi și patru pilaștri unici, fiecare dintre ei fiind acoperit cu o cariatidă și între care sunt ferestre cleristorice. Sub ferestre e o arhitravă continuă, întreruptă doar de baldachine la baza fiecăruia dintre pilaștrii de mai sus.
Pe pereții estici și vestici ai camerei sunt opt picturi murale care descriu scene din Primul Război Mondial; pictate între anii 1916 și 1920, au făcut inițial parte din peste 1.000 de piese ale Fondului Canadian de Memorii de Război, fondat de Lord Beaverbrook, și au fost destinate să stea într-o structură memorială specifică. Cu toate astea, proiectul nu s-a realizat niciodată, iar lucrările au fost păstrate la Galeria Națională a Canadei până în 1921, când Parlamentul a solicitat ca unele dintre picturile în ulei ale colecției să fie expuse în Centre Block. Picturile murale au rămas în camera Senatului de atunci.
În Londra, Restaurantul Criterion e o clădire opulentă cu vedere la Piccadilly Circus, în inima Londrei. A fost construit de arhitectul Thomas Verity în stilul neobizantin pentru parteneriatul Spires și Pond, care l-a deschis în 1873. Una dintre cele mai faimoase caracteristici ale restaurantului e tavanul „sclipitor”, cu un mozaic auriu, învelit în lateral și modelat peste tot cu linii și ornamente albe și albastre. Decorul peretelui se potrivește bine cu tavanul din foițe de aur galben, încorporând pietre semiprețioase ca jad, sidef, sau turcoaz, fiind căptușit cu marmură caldă și format în arcade oarbe cu arcade semi-eliptice sprijinite pe coloane octogonale subțiri, capitelurile fiind încrustate cu mozaicuri aurii.
Frunza de aur împodobește și porțile de fier forjat care înconjoară Palatul de la Versailles din Franța. Când au porțile fost refăcute la aproape 200 de ani după ce au fost dărâmate în timpul Revoluției Franceze, a fost nevoie de sute de kilograme de foițe de aur pentru finalizarea procesului.

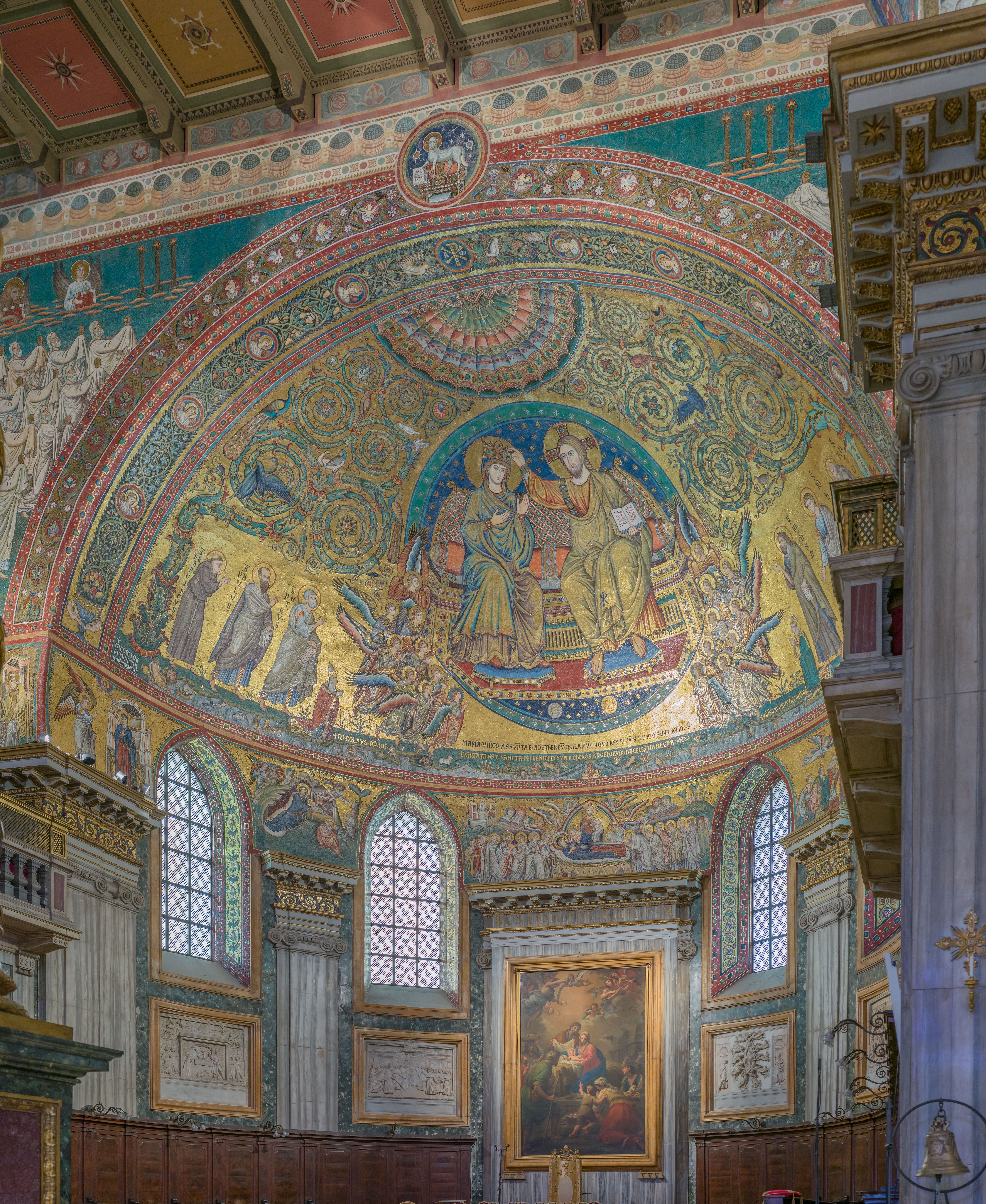
Absidă din Biserica Santa Maria Maggiore din Roma, decorată în secolul al V-lea cu mozaicuri frumoase
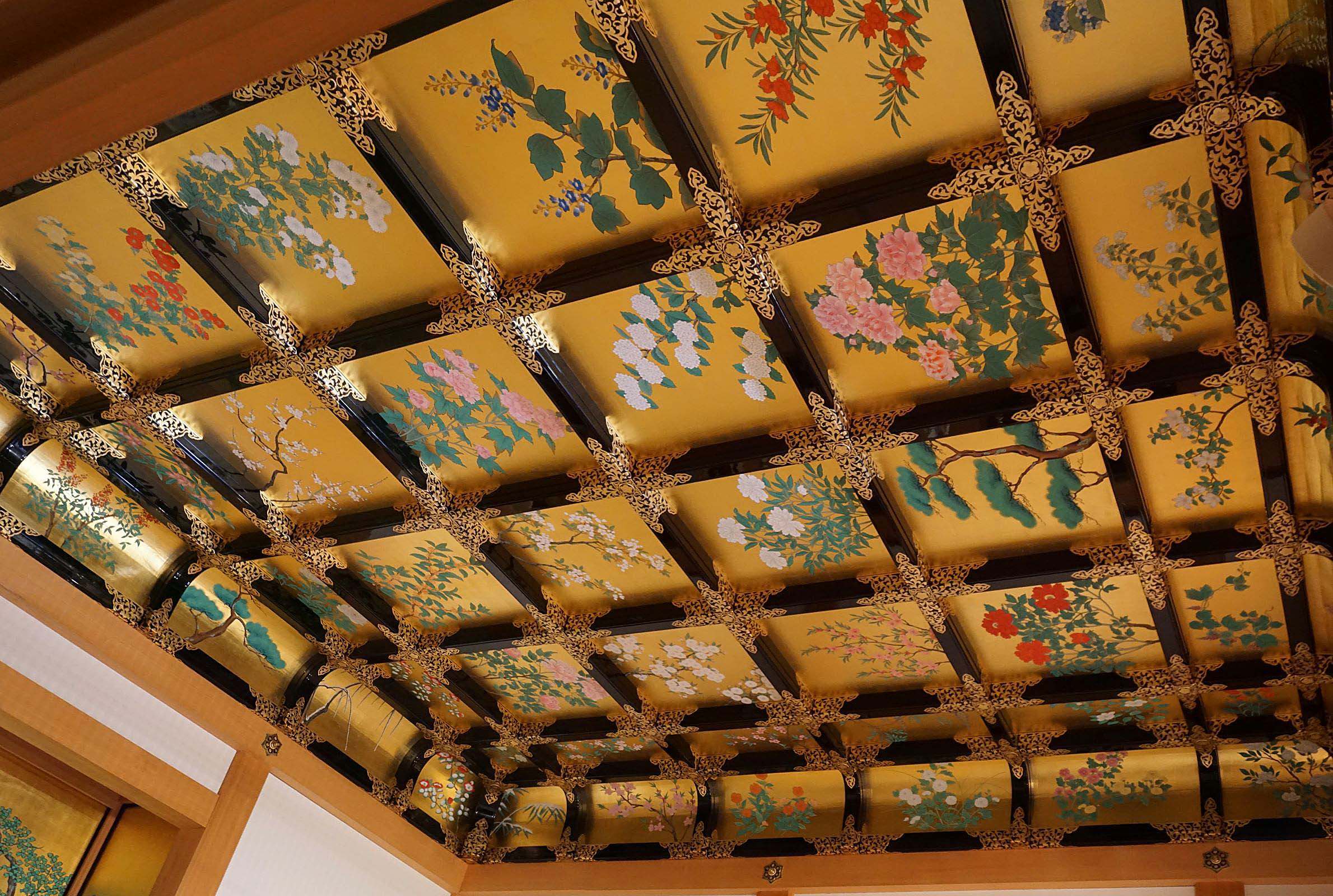
Tavan din Castelul din Kumamoto (Kumamoto, Preferctura Kumamoto, Japonia)
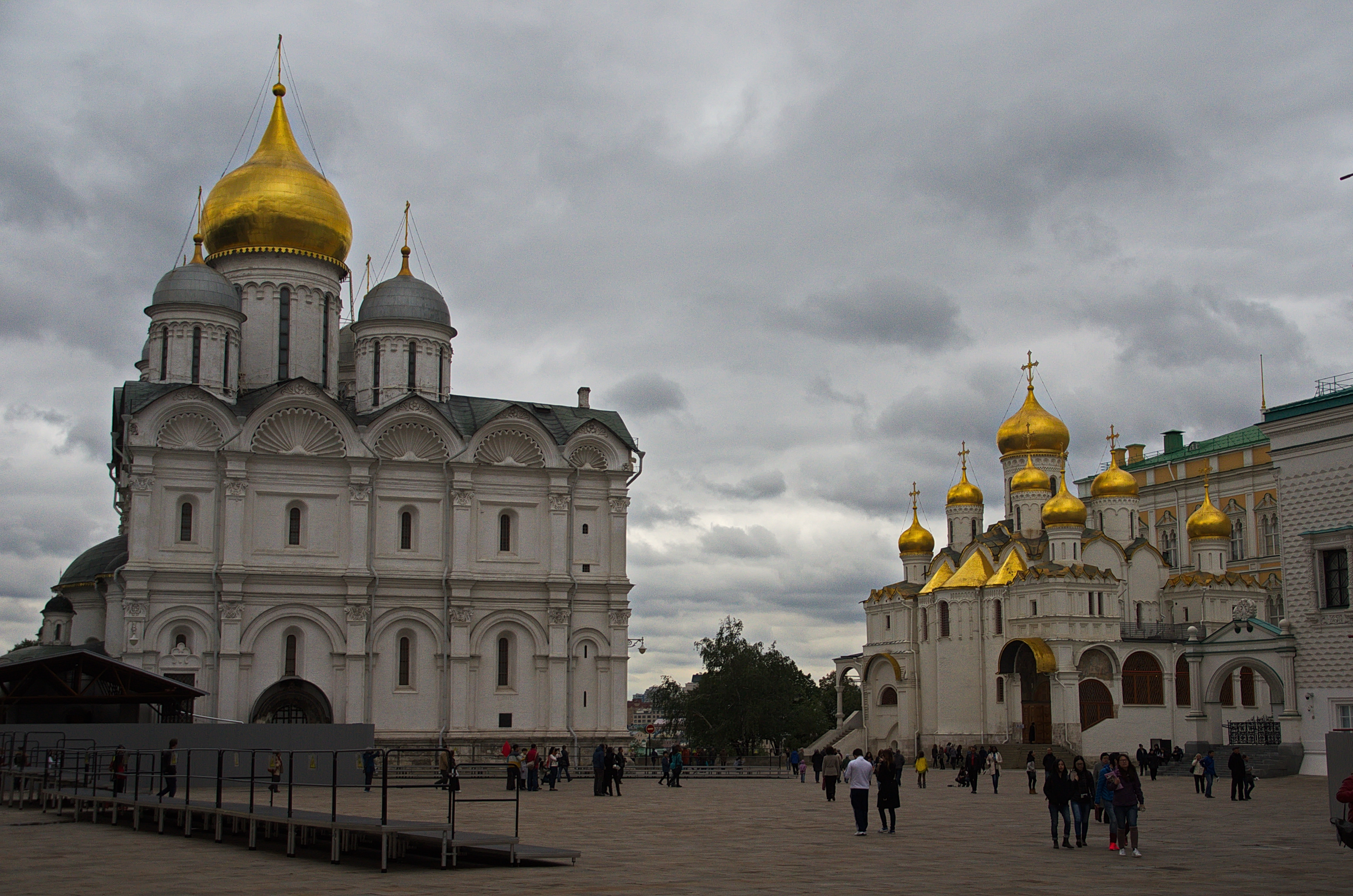
Cupolele bisericilor Kremlinului din Moscova, acoperite cu foiță de aur
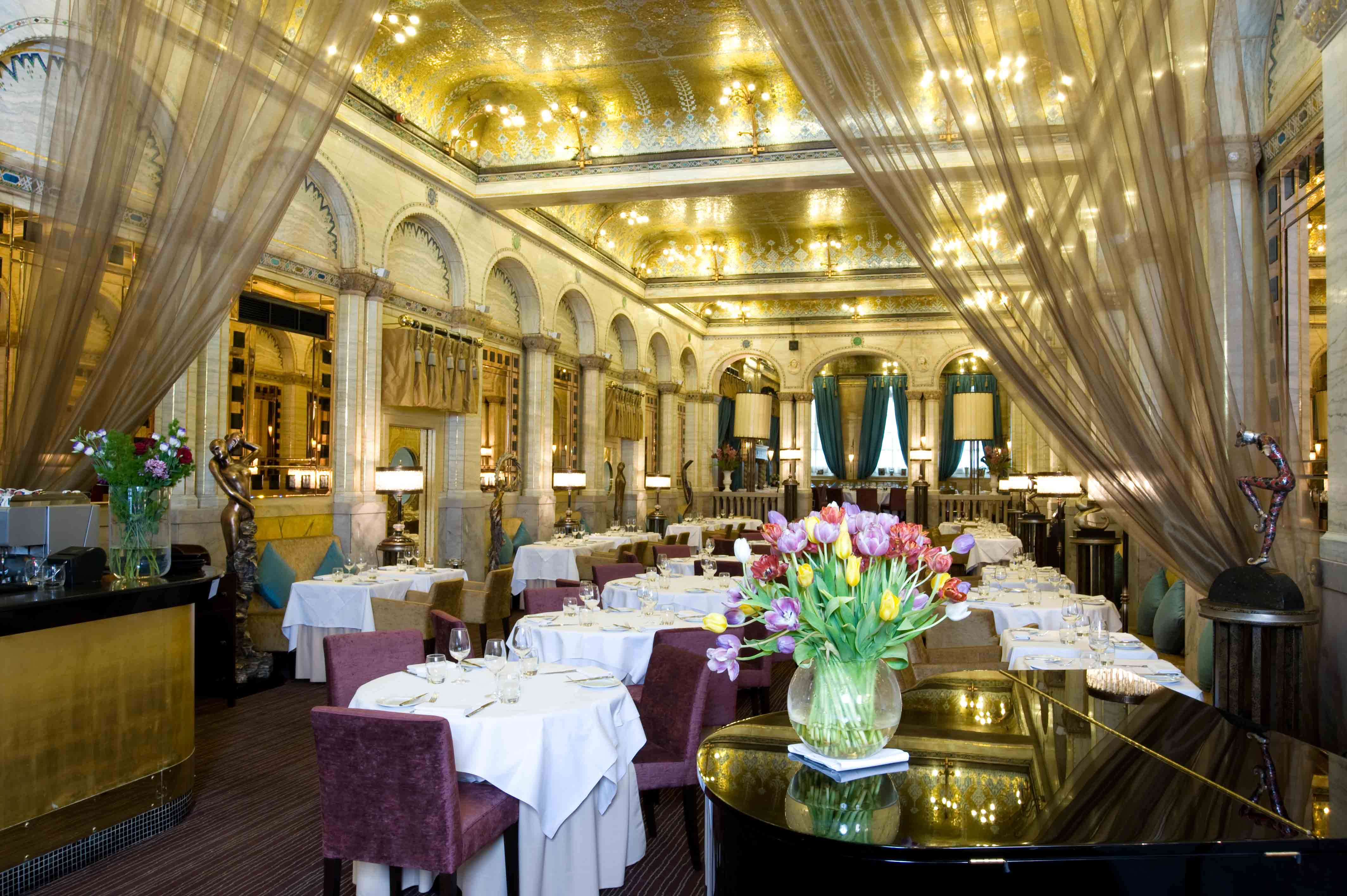
Interior al Restaurantului Criterion, construit în stilul neobizantin

## Folosirile culinare

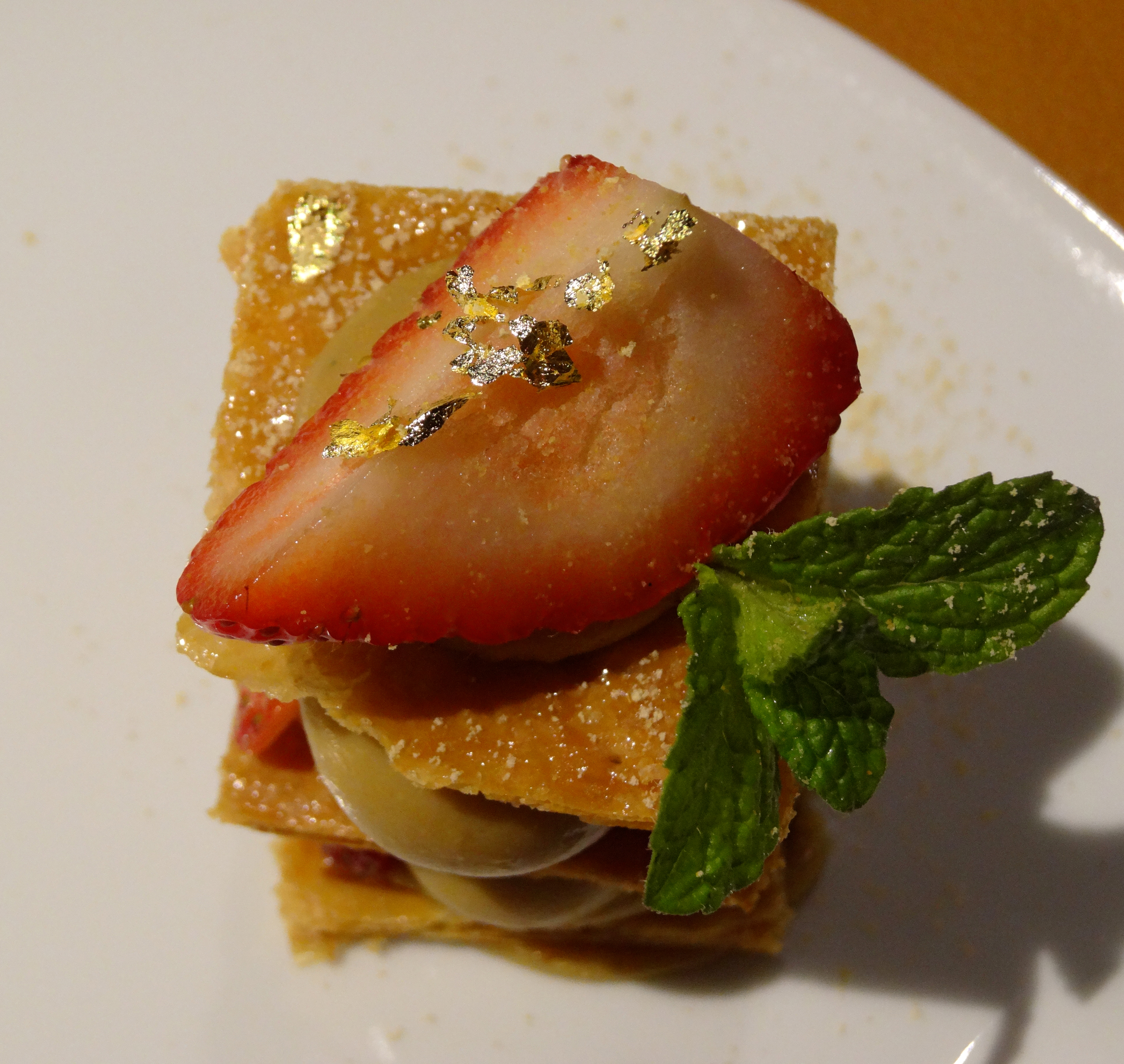
Mille-feuillecu niște buzățele de boiță de aur în Hotelul Nishimuraya Shogetsutei din Kinosaki (Prefectura Hyōgo, Japonia)

Foița de aur (la fel ca alte foițe metalice, cum ar fi varkul) e uneori folosită pentru decorarea mâncării sau a băuturii, de obicei pentru promovarea unei percepții a luxului și a valorii ridicate; cu toate astea, aurul este lipsit de aromă. Se găsește ocazional în deserturi și în alte produse de cofetărie, inclusiv bomboane de ciocolată, miere și mithai. În India poate să fie folosită eficient ca garnitură, cu foi subțiri așezate pe un fel principal de mâncare, în special la ocazii festive. Atunci când este folosită ca aditiv pentru alimente, aurul are numărul E E175. O varietate tradițională (veche de secole) artizanală de ceai verde conține bucățele de foiță de aur; 99% din acest tip de ceai e produs în Kanazawa (Japonia), un oraș istoric pentru măiestria samurailor. Orașul găzduiește, de asemenea, un muzeu al foiței de aur, Muzeul Foiței de Aur din Kanazawa.

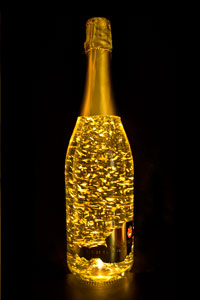
Vin spumant austriac cu foițe de aur

În Europa continentală există băuturi cu mici bucăți plutitoare de foiță de aur de la sfârșitul secolului al XVI-lea; inițial, practica era considerată medicamentoasă. Exemple binecunoscute sunt Danziger Goldwasser, originar din Gdańsk (Polonia), care a fost produs din cel puțin 1598, Goldstrike din Amsterdam, Goldwasser din Schwabach (Germania) și Goldschläger-ul elvețian, care este probabil cel mai cunoscut atât în Canada, cât și în Statele Unite.